# Баст
Баст (Бастет, Басет, Убасти или Пасхт) је староегипатска богиња-мачка, соларно божанство и богиња рата. Била је поштована за време Друге династије. Седиште култа било је у Пер Басту (грчки Бубастис), који је добио име по богињи Баст. У почетку је сматрана заштитницом Доњег Египта и приказивана као лавица. Сматрана је чуваром фараона и највишег мушког божанства — Ра.
Током каснијих династија, свештеници Амуна назвали су је Бастет, а њена улога се временом умањивала, јер је улогу богиње рата преузимала Секхмет, такође богиња лавица.
У грчкој митологији Баст је позната као Аелурус (грч. мачка) и њену улогу соларног божанства су променили, тако да је постала богиња Месеца. Грци су поистоветили Баст са богињом Артемидом, сматрали су је Хорусовом сестром, а касније кћерком Озириса и Изиде.

## Приказ
Баст је соларно божанство и богиња рата. У почетку приказана је као лавица заштитница Доњег Египта. Током Средњег Царства приказује се као мачка, а током Новог као жена са главом мачке, која носи корпу или кутију, као и систру и егиду украшену лављом главом.
Била је заштитница фараона и Ра, што јој је донело име »жена ватра« и »око Ра«.

## Историја и везе са другим боговима
Мачке су биле изузетно поштоване животиње у Старом Египту, често су биле украшаване накитом и јеле су заједно са људима, понекад из истог тањира. Баст је била богиња мачака, представљена у храмовима у којима су мачке мумифициране и сахрањиване. У храму Баст у Пер Басту откривено је више од 300.000 мумифицираних мачака.
Током Новог Царства када је Маахес, нумибијско божанство постало део египатске митологије, у Доњем Египту је Баст преузела улогу његове мајке, док је у Горњем ту улогу носила Секхмет.
Баст је била ћерка Амон Ра, била је у вези са богињом кобром Ваџет Доњег Египта, слично као Некхмет и Секхмет у Горњем Египту.
Баст је временом постала и богиња парфема и добила надимак заштитнице мириса. Када је Анубис постао бог балсамовања, Баст је као богиња масти, сматрања његовом женом. Бест је сматрана и Анубисовом мајком, док ово веровање није промењено и Анубис је постао Нефертитин син.
Будући да домаће мачке имају нежан и заштитнички однос према потомцима, Баст се сматрала добром мајком и приказивана је у друштво великог броја мачића. Жене које су желеле децу понекад су носиле привезак који је приказивао богињу са мачићима, чији је број представљао број деце који је жена желела.